# Seututie 110
Pour les articles homonymes, voir Route 110.
Le Seututie 110 est une route régionale allant de Helsinki à Turku en Finlande.
La route est l'ancienne route nationale 1 et elle est maintenant une route parallèle à l'actuelle  route nationale 1.

## Description
La route régionale 110 commence au rond-point de Haaga d'où il se sépare de la route régionale 120, la route de Vihti, qui commence à l'extrémité nord de Mannerheimintie.

## Parcours
La Seututie 110 relie Helsinki à Lohja, puis passant par les centre-ville de Muurla et de Salo et finit dans le quartier de Kupittaa à Turku. 
La route 110 suit en partie le parcours de l'ancienne route royale.